# 송민순
송민순(宋旻淳, 1948년 7월 28일 ~ )은 대한민국의 외교관, 정치인이다. 외교통상부 장관을 지냈으며 제18대 국회의원이었다.

## 약력

### 유년기 및 학창시절(1948년 - 1975년)
마산고등학교를 거쳐 1975년 서울대학교 독어독문학과를 나왔으며 같은 해 1975년 제9회 외무고시에 합격, 같은 해 9월 외무부(현 외교통상부)에 입부했다.

### 정무(1975년 9월 - 2008년 2월)

#### 외교통상부(1975년 - 2006년)
1975년 외교부에 입부(入部) 후, 독일∙인도∙미국∙싱가포르 대사관에서 근무했다. 이후 안보과장, 북미국장, 주(駐)폴란드 대사, 기획관리실장, 차관보 등을 역임했다.
특히 한∙미 간의 군사, 안보협상에서 외교적 수완을 발휘한 경력이 눈에 띈다. 1989년~1991년 안보과장 재직 시 한미 주둔군지위협정(이하 SOFA) 1차 개정 협상의 실무대표로서 형사재판관할권 반환 등의 성과를 이루어내는 데 기여했다. 또한 1999년~2000년 북미국장으로서 SOFA 2차 개정 협상 한국측 수석대표를 맡아 형사재판절차 개선, 환경조항 신설 등 7개 분야 불평등 조항 삭제를 포함한 협정 개선을 이루어냈다. 2000년 12월 한∙미 미사일 협상에서는 미사일 기술통제체제(MTCR) 협상을 도출, 한국의 안보 수요에 필요한 수준의 미사일 개발이 가능토록 했다.
다자협상에서도 탁월한 협상력을 발휘했다. 1999년 제네바 4자회담(남∙북∙미∙중)에서는 차석대표로서 한반도 평화체제 협상을 이끌었다. 또한 2005년 차관보 재직 당시 한국측 6자회담 수석대표를 맡았다. 7월과 9월 두 차례에 걸쳐 진행된 제4차 6자회담에서 각국의 상이한 이해관계를 조정해 냄으로써 「9.19 공동성명」 채택의 중심적 역할을 맡게 됐다.

#### 대통령 비서실 통일외교안보정책실장(2006년)
2006년 1월부터 11월까지 청와대 통일외교안보정책실장을 역임했다. 주로 한국 정부의 통일∙외교∙국방 정책 업무와 관련하여 대통령을 보좌하고 관계부처와의 협의∙조정 역할을 수행했다.
외교부문에서는 미국, 중국, 일본 등과 정상회담 시 한반도 관련 주요현안 의견 조율과정에서 대통령 보좌했다. 통일부문에서는 북한의 미사일 발사(7월), 핵실험(10월)에 대한 대처 과정에서는 한국 정부가 차분한 대응기조를 유지하면서 타개책을 강구해 나가도록 했다. 안보부문에서는 용산기지 이전, 직도 사격장, 미군기지 환경오염 제거문제 및 전시 작전통제권 전환문제 등 한∙미 간 안보 군사현안을 다룸에 있어 유관부처간 정책조율 역할을 수행했다.
이외에도 라이스 미국 국무장관 및 이조성 중국 외교부장 등 6자회담 관련국 외무장관 등 여타국 수석대표들과도 폭넓고 원만한 관계를 유지함으로써 6자회담의 재개와 진전을 위해 노력했다.

#### 제34대 외교통상부 장관(2006년 - 2008년)
2006년 12월부터 2008년 2월까지 제 34대 외교통상부 장관을 역임했다. 풍부한 외교 경험과 폭넓은 국제적 인적 네트워크를 토대로 6자회담 진행 등의 업무를 훌륭히 수행했다. 창의적이고 타협을 이끌어내는 협상력, 조직을 효율적으로 이끌어 가는 리더십 등을 바탕으로 외교부 인력 확충 등의 내부적 업적 또한 이루면서 외교통상부장관 역할을 충실히 이행했다.

### 제18대 국회의원(2008년 6월 - 2012년 5월)
2008년 6월 제18대 국회의원으로 당선됐다. 소속정당은 민주당이며 비례대표이다. 외교통상통일위원회 소속으로 외교∙통상∙통일∙안보 등의 의정활동을 중심으로 활동하고 있다.
먼저 정부개발원조(ODA), 유엔 평화유지활동(UN PKO) 능률화 등 중요한 외교 정책 도전 과제들에 대한 법적 개선을 위해 힘써왔다. 또한 적절한 직업 훈련을 받지 못하는 탈북자들의 정착문제를 지적, 훈련기간이 8주로 명시되어있는 현행법을 최소 1년 간 다양하고 전문화된 교육 프로그램 제공으로 개정할 것을 제안했다.
한편, 한국의 세계적 지위 강화와 남북 화해 가속화를 추구하며 원칙과 초당적 협력을 기반으로 국회 내외로 공동작업을 계속 진행하고 있다. 그리고 이러한 노력을 통해 궁극적으로 민주적이고 시장지향적이며 이웃국가들과 우호적인 비핵화된 통일국가를 만들기 위한 길을 닦아나가려 하고 있다.

#### 주요 대표발의 법률안
- 국제연합 평화유지활동 파견절차법안

세계평화와 인류공영에 이바지한다는 헌법정신을 구현하고, 헌법 제5조 제1항이 명한 국제평화의 유지를 위한 국가의 노력을 제도적으로 촉진하기 위해 '국회의 동의를 전제로 하는 잠정합의권'을 정부에 부여함으로써 헌법 제60조 제2항의 국회 동의권을 존중하는 동시에 국제연합 평화유지활동에 보다 적극적으로 참여하고자 함
- 공적개발원조기본법안

개발원조위원회 국가들의 평균에도 미치지 못하는 ODA 절대규모의 확대, 지나치게 비중이 높은 유상원조와 구속성원조 등 질적 문제점 개선, 부처별로 파편화된 집행체계의 조정 등 한국 ODA의 문제점을 선진공여국에 부합하는 방향으로 개혁할 수 있는 제도적 틀을 마련

## 논란

### 회고록 논란
송민순이 2016년 발간한 회고록에서, 노무현 정부 수뇌부가 제62차 유엔 총회 대북 인권 결의안(유엔 총회 결의 62/167)에 대한 대한민국 정부의 투표 방침을 당사자인 조선민주주의인민공화국 측에 사전 문의 후 결정하였다고 폭로해 파문이 일었다. 송민순은 2007년 11월 18일 관계 장관 회의에서 북측의 의견을 확인해보자고 정한 후 북측에 의사를 물었고, 20일에 북측의 반대 의사를 확인하고 기권 입장을 최종 결정했다고 밝혔다.

## 학력
- 마산고등학교 졸업
- 서울대학교 독어독문학 학사

## 경력
- 1975.05: 제9회 외무고시 합격
- 1975.09: 외무부 입부(독일·인도·미국·싱가포르 대사관)
- 1989.07: 외무부 안보과장
- 1991.02: 외무부 북미과장
- 1994: 미국 하버드대학교 국제문제연구소 연구원
- 1997.08: 대통령 비서실 국제안보비서관
- 1998.08: 대통령 비서실 외교통상비서관
- 1999.07: 외교통상부 북미국장
- 2001.05: 주폴란드공화국 특명전권대사
- 2004.08: 외교통상부 기획관리실장
- 2005.01: 외교통상부 차관보
- 2006.01: 대통령비서실 통일외교안보 정책실장
- 2006.11: 외교통상부 장관
- 2015.03 ~ 2017.05: 제5~6대 북한대학원대학교 총장

## 서훈
- 1991.09: 근정포장
- 2003.09: 폴란드 공로십자훈장
- 2008.06: 청조근정훈장

## 역대 선거 결과
| 실시년도 | 선거   | 대수 | 직책     | 선거구   | 정당       | 득표수      | 득표율          | 순위         | 당락 | 비고 |
| -------- | ------ | ---- | -------- | -------- | ---------- | ----------- | --------------- | ------------ | ---- | ---- |
| 2008년   | 총선   | 18대 | 국회의원 | 비례대표 | 통합민주당 | 4,313,645표 | \| \| 25.17% \| | 비례대표 4번 |      | 초선 |
|          | 25.17% |      |          |          |            |             |                 |              |      |      |

## 같이 보기
- 대한민국의 정치
- 대한민국의 대외 관계
- 대한민국의 외교부 차관보
- 대한민국의 외교부 장관
- 대한민국 제18대 국회의원 선거 통합민주당 후보 목록#비례대표